# حقل
حقل (به عربی: حقل) یک منطقهٔ مسکونی در عربستان سعودی است که در استان تبوک واقع شده‌است.

## خصوصیات
حقل ۲۵٬۰۰۰ نفر جمعیت دارد.